# 不動橋 (徳島市)
不動橋（ふどうばし）は、鮎喰川下流部の徳島県道・香川県道1号徳島引田線に架かる平面の橋である。
徳島県徳島市不動本町（北岸）と同県同市北島田町三丁目（南岸）を結ぶ。
橋下の河川敷は徳島市民島田運動広場となっている。

## 歴史
明治4年の名東県布達に記されているので貨取橋として架けられていたと思われるが、当時の規模や経済者は不明である。賃料は5文。はじめは下鮎喰橋といわれていたが、後に橋近くの「新居のお不動さん」（蜜厳寺）の名から不動橋と改称した。
1956年（昭和31年）11月に総工費1億483万5,536円で現在の橋が完成した。

## 隣の橋梁
（上流） - 中鮎喰橋 - 不動橋 - 弁天橋 - （下流）